# Elektronischer Fahrscheindrucker
Elektronische Fahrscheindrucker werden in Fahrzeugen des öffentlichen Personennahverkehrs (ÖPNV) als mobile Verkaufsgeräte für Fahrscheine und teilweise auch als Bordrechner für das Fahrgastinformationssystem genutzt. Hersteller von Fahrscheindruckern sind zum Beispiel die Unternehmen Atron, INIT, Elgeba (Produktname ticontrol),  IVU (Produktname ticket.box), Höft & Wessel (Produktname Almex), Krauth Technology, Palisis (Produktname InstantTicketing), Scheidt & Bachmann und Zelisko.

## Funktion als Verkaufsgerät
Mit dem Gerät kann der Fahrer das vom Fahrgast gewünschte Ticket mit einem Nadel-, Thermo- oder Tintenstrahldrucker drucken. Im Zahltisch ist meist ein Münzgeldwechsler integriert, der der Aufnahme und Herausgabe von Bargeld dient. Bei neueren System ist meist auch ein Chip-Kartenleser für das bargeldlose Bezahlen vorhanden. Gespeichert werden die Verkaufsdaten auf einem Fahrermodul, womit der Fahrer die Verkäufe in seiner Dienststelle abrechnet. Bei modernen Geräten ist auch eine Anbindung über WLAN möglich. Damit können Fahrplan- und Software-Aktualisierungen auf das Gerät gespielt und Verkaufsdaten heruntergeladen werden.

## Funktion als Bordrechner
Der Fahrscheindrucker steuert über den IBIS-Wagenbus sämtliche Fahrgastinformationssysteme. Darunter versteht man die Fahrzielanzeigen, Innenanzeigen, Entwerter und die Haltestellenansage. Außerdem kann der Fahrscheindrucker mit dem rechnergesteuertem Betriebsleitsystem (RBL) verknüpft werden. Damit lassen sich u. a. der Betriebs- und Datenfunk, die GPS-Überwachung und die automatische Ampelschaltung steuern.